# Eclissi solare del 31 agosto 1970
L'eclissi solare del 31 agosto 1970 è un evento astronomico che ha avuto luogo il suddetto giorno attorno alle ore 21.55 UTC. 
L'eclissi, di tipo anulare, è stata visibile in alcune parti dell'Oceania (Australia, Nuova Zelanda e Papua Nuova Guinea) e dell'Oceano Pacifico.
L'eclissi è durata 6 minuti e 47 secondi e l'ombra lunare sulla superficie terrestre ha raggiunto una larghezza di 258 km. L'evento del 31 agosto 1970 è diventata la seconda eclissi solare nel 1970 e la 161ª nel XX secolo; la precedente eclissi solare si è verificata il 7 marzo 1970, la seguente è avvenuta il 25 febbraio 1971.

## Percorso e visibilità
L'eclissi si è manifestata all'alba del 1 settembre nel mare di Bismarck, adombrando le numerose isole nei territori australiani d'oltremare e nei territori ad amministrazione fiduciaria delle Nazioni Unite, ora Papua Nuova Guinea. In seguito la pseudo-umbra della luna si è spostata verso est e sud-est coprendo la colonia britannica delle Isole Gilbert ed Ellice, oggi parte dello stato di Tuvalu; sempre proseguendo verso est ha adombrato le Samoa occidentali (ora Samoa) e alcune isole nelle Samoa americane. Attraversando la linea internazionale del cambio di data ha raggiunto la sua massima copertura sulla superficie dell'oceano a circa 260 chilometri a sud-ovest dell'isola Palmerston nelle Isole Cook. Successivamente, la pseudo umbra ha continuato a spostarsi a sud-est senza lambire alcuna terra, per terminare nell'Oceano Pacifico sud-orientale a circa 1.100 chilometri a nord-ovest dell'isola Pietro I al tramonto del 31 agosto.

## Eclissi correlate

### Eclissi solari 1968 - 1971
Questa eclissi è un membro di una serie semestrale. Un'eclissi in una serie semestrale di eclissi solari si ripete approssimativamente ogni 177 giorni e 4 ore (un semestre) a nodi alternati dell'orbita della Luna.

### Ciclo di Saros 144
L'evento fa parte del ciclo di Saros 144, che si ripete ogni 18 anni, 11 giorni, contenente 70 eventi. La serie è iniziata con un'eclissi solare parziale l'11 aprile 1736. Comprende eclissi anulari dal 7 luglio 1880 al 27 agosto 2565. Non ci sono eclissi totali nella serie. La serie termina al membro 70 con un'eclissi parziale il 5 maggio 2980. La durata più lunga di un'eclissi anulare della serie sarà di 9 minuti e 52 secondi il 29 dicembre 2168.